# Segunda División Peruana 1913
La Segunda División Peruana 1913, denominada como «II Campeonato de Segunda División de la Liga Peruana de Football 1913», fue la 2.ª edición de la Segunda División del Perú y la 2.ª edición realizada por la ADFP. Participaron quince equipos de Lima y Callao bajo el sistema de todos contra todos en dos ruedas.
Al final del torneo los clubes Sporting Fry de Lima como campeón y el Atlético Peruano del Rímac como subcampeón, ascendieron a la Primera División de 1914.
Al culminar el torneo, Sport Libertad Barranco, Sport Magdalena y Jorge Chávez Callao, descendieron de Categoría al igual que la Escuela Militar de Chorrillos que había descendido de Primera División de 1912 y ya no participó en el Torneo de Segunda División. 

## Equipos integrantes
- Sporting Fry de Lima - Promovido a 1.ª División de 1914
- Atlético Peruano No 1 del Rímac - Promovido a 1.ª División de 1914
- Sporting Bellavista de Miraflores
- Sport Calavera de Surco
- Sport Vitarte de Ate, Descendió de 1.ª División de 1912
- Lima Sporting Club de Lima
- Sport Lima de Lima
- Miraflores F.B.C. de Miraflores
- Sport Independencia de Barranco
- Carlos Tenaud N.º 1 de Lima
- Carlos Tenaud N.º 2 de Lima
- Sport Progreso del Rímac
- Jorge Chávez del Callao,  - Descendió de 2.ª División
- Sport Libertad Barranco de Barranco - Descendió de 2.ª División
- Sport Magdalena de Magdalena - Descendió de 2.ª División
- Escuela Militar de Chorrillos - Descendió de 1.ª División de 1912 - no se presentó al Torneo

| Predecesora: 1912 | Segunda División del Perú 1913 | Sucesora: 1914 |